# Guillermo Baldwin
Guillermo Baldwin (Callao, 1910 - 1986) fue un tirador peruano. Era hermano de Enrique Baldwin, también tirador olímpico. Padre de la tiradora peruana Gladys Baldwin López, que también participó en los Juegos Olímpicos de México 1968 y München 1972. Múltiple campeona internacional en tiro al blanco con carabina. Abuelo de Gladys Seminario Baldwin, también tiradora en los Juegos Olímpicos de 1984 en Los Ángeles .
Guillermo Baldwin ganó muchas medallas internacionales representando al Perú. Campeón de varias competencias llamadas La Laureada , competencia donde sólo podían participar los campeones del Juán Gildemeister. 

## Trayectoria
En 1932 obtuvo el primer lugar en el concurso de tiro Juan Gildemeister,  con fusil Mauser a 300 metros en tres posiciones, el título más importante en ese deporte que existía en el Perú.
En los Juegos Bolivarianos de 1947 logró el primer lugar en tiro individual con fusil de guerra. También logró la medalla de oro en la prueba por equipos.
Participó en los Juegos Panamericanos de 1951, realizados en la ciudad de Buenos Aires, Argentina, donde logró medalla de plata en la modalidad de carabina de 50 y 100 metros en posición tendida por equipos, medalla de plata en modalidad de fusil en tres posiciones por equipos y medalla de bronce en la modalidad de carabina en tres posiciones por equipos.
Fue parte de la delegación de Perú en los Juegos Olímpicos de Melbourne 1956 donde participó en la prueba de rifle en tres posiciones.

## Participaciones en Juegos Olímpicos
| Torneo                | Equipo | Sede      | Modalidad                           | Resultado    |
| --------------------- | ------ | --------- | ----------------------------------- | ------------ |
| Juegos Olímpicos 1956 | Perú   | Melbourne | Rifle 300 metros en tres posiciones | Decimocuarto |